# 孫放
孙放（?—?），字齐庄，东晋太原郡中都县（治今山西省平遥县西南）人。孙盛的儿子，孫潛的弟弟。
孙放年幼时聪慧，年七、八岁时，与父孙盛跟随庾亮打猎。庾亮说：“你也来了？”孙放应声答道：“所谓无小无大，从公远行。”庾亮又问，“想要齐于何人？”回答：“齐庄周。”庾亮又问："不仰慕仲尼吗？"回答：“仲尼生而知之，非希企所及。”庾亮非常惊奇，说：“王辅嗣（王弼）也超不过啊。”庾翼子庾爰客曾经等待孙盛，见孙放问他：“孙安国（孙盛）何在？”孙放回答：“在庾稚恭（庾翼）家。”庾爰客大笑：“诸孙太盛，有儿如此！”孙放回答：“不如诸庾翼翼。”既而对人说：“我是多次叫了庾爰客之父名。”孙放官至长沙国相。